# Eusebio Sacristán Mena
Eusebio Sacristán Mena, "Eusebio" (La Seca, Valladolid, 13 d'abril de 1964) és un exfutbolista espanyol dels anys 80 i 90 i posteriorment entrenador de futbol. Va ser internacional amb la selecció espanyola.

## Trajectòria esportiva
Com a jugador va disputar dinou temporades consecutives en diferents equips de la Lliga espanyola de futbol, formant part durant set temporades del mític Dream Team del FC Barcelona. Va ser titular en la final de la Recopa d'Europa de 1989, a Berna, que fou el primer trofeu de Johan Cruyff a la banqueta blaugrana i l'inici de l'èxit del “Dream Team”. Fou també titular a la final de la Copa d'Europa de 1992 que el Barça va guanyar a l'Estadi de Wembley de Londres el 20 de maig de 1992, la primera Copa d'Europa del Barça i un partit que marcaria la història del club.
És, amb 543 partits, el segon jugador que més partits oficials ha disputat en la història de la Lliga, només per darrere d'Andoni Zubizarreta.
Eusebio va ser un centrecampista d'extraordinària classe i qualitat tècnica, amb un bon passi i una gran visió de joc. Tenia un fi toc de pilota, que el va convertir en un perillós llançador de faltes al marge de l'àrea. El seu caràcter simpàtic i extravertit i el seu gran sentit de l'esportivitat, en van fer un dels futbolistes més estimats i respectats d'Espanya en la seva època.
Malgrat que el Reial Valladolid ha estat el club on més temporades ha jugat (nou, en dos períodes de quatre i cinc temporades), va ser en el FC Barcelona on al llarg de set temporades va assolir la seva plenitud professional, el major reconeixement personal i un gran palmarès de títols, en coincidir amb un gran planter de jugadors.
Eusebio va ser 15 vegades internacional amb la selecció espanyola, entre 1986 i 1992 i va participar en dues ocasions amb la selecció de futbol de Castella i Lleó els anys 1998 i 2002.
A causa de la seva gran carrera professional, marcada per l'èxit, la simpatia i l'esportivitat, l'Ajuntament de Valladolid li va atorgar el 2002 el títol de 'Veí d'Honor de la Ciutat de Valladolid', títols que fins a aquell moment únicament sustentaven Miguel de Cervantes i Teresa de Jesús.
Després de la seva retirada com a jugador en actiu va obtenir el carnet d'entrenador i, entre el 2003 i el 2008, formà part de l'equip tècnic del primer equip del FC Barcelona com a tercer entrenador de Frank Rijkaard. El 2009 esdevingué primer entrenador del Celta de Vigo. El 2011 fou nomenat entrenador del FC Barcelona B, i ho fou fins al 9 de febrer de 2015, quan fou destituït a causa d'una mala ratxa de resultats (el filial va sumar només 9 punts dels 30 últims possibles) amb dues contundents derrotes incloses (7-0 i 4-0). Va deixar la banqueta del Mini Estadi amb l'equip blaugrana 17è classificat amb 26 punts després de 24 jornades de lliga.
El 9 de novembre de 2015 va ser anunciat com a nou entrenador de la Reial Societat, en substitució del tècnic britànic David Moyes, destituït el mateix dia pels mals resultats de l'equip en lliga.
El 18 de març de 2018 va ser destituït com a entrenador de la Reial Societat, degut als mals resultats sent substituït fins a final de temporada pel tècnic del filial Imanol Alguacil.
El 7 de juny de 2018 es fa oficial el seu fitxatge pel Girona FC, després que marxés Pablo Machín al Sevilla.
El 20 de maig de 2019 Eusebio deixa d'entrenar al Girona FC, després del descens del Girona FC a la segona divisió espanyola.

## Clubs
- Reial Valladolid: 4 temporades, entre 1983 i 1987.
- Atlètic de Madrid: 1 temporada, la 1987-1988.
- FC Barcelona: 7 temporades, entre 1988 i 1995.
- Real Club Celta de Vigo: 2 temporades, entre 1995 i 1997.
- Reial Valladolid: 5 temporades, entre 1997 i 2002.

## Palmarès
Els títols aconseguits foren:
Amb el Reial Valladolid:
- 1 Copa de la Lliga: 1984.

Amb el FC Barcelona:
- 4 Lligues: 1990-1991, 1991-1992, 1992-1993 i 1993-1994.
- 1 Copa d'Europa: 1991-1992.
- 1 Recopa d'Europa: 1989.[2]
- 1 Supercopa d'Europa: 1993.
- 3 Supercopes d'Espanya: 1991, 1992, 1994.
- 1 Copa del Rei: 1990.

Amb el Girona:
1 Supercopa de Catalunya 2019